# Вільям Скотт Ріттер
Вільям Скотт Ріттер молодший (англ. William Scott Ritter, Jr.; (15 липня 1961 , Ґейнсвілл, Флорида )) — колишній Інспектор ООН з озброєннь в Іраку (1991—1998). Критик політики США. Апологет Путіна. Підтримує російську агресію проти України, відомий своїми прогнозами про «швидкий крах України» та «остаточну перемогу Росії». Злочинець, педофіл.
Ріттер є критиком зовнішньої політики США на Близькому Сході. Перед вторгненням до Іраку в березні 2003 року Ріттер заявив, що Ірак не володіє значним потенціалом зброї масового ураження (ЗМУ), ставши, згідно з The New York Times, «найгучнішим і заслуговуючим на довіру скептиком твердження адміністрації Буша про те, що Хусейн ховає зброю масового знищення».
Неодноразово звинувачувався в сексуальних злочинах проти неповнолітніх. Був засуджений за незаконний контакт із неповнолітнім і за п'ятьма іншими звинуваченнями в ході судового розгляду в 2011. Свою провину не визнав. Його звільнили умовно-достроково після 2,5 року ув'язнення.

## Військове минуле
Ріттер народився в сім'ї військового в 1961 році в Гейнсвіллі, штат Флорида. У 1979 році він закінчив Американську середню школу в Кайзерслаутерні, Німеччина, а потім із відзнакою — Коледж Франкліна і Маршалла в Ланкастері, штат Пенсільванія, зі ступенем бакалавра гуманітарних наук в галузі історії Радянського Союзу.
У 1980 почав службу в армії США рядовим. У травні 1984 року був призначений офіцером розвідки в Корпус морської піхоти США. На цій посаді він прослужив близько 12 років. Він став провідним аналітиком Сил швидкого розгортання морської піхоти з питань радянського вторгнення до Афганістану та ірано-іракської війни.
Наукова робота Ріттера була зосереджена на вивченні басмацтва в радянській Середній Азії в 1920-х і 1930-х роках, у тому числі біографій командирів басмачів Фузайла Максума та Ібрагім-бека.
Під час «Бурі в пустелі» він служив радником генерала Нормана Шварцкопфа з балістичних ракет. Пізніше Ріттер працював консультантом з безпеки та військових питань у мережі Fox News. Згідно з інтерв'ю, яке він дав Democracy Now 2003 р., він також мав «тривалі стосунки офіційного характеру з агентством зовнішньої розвідки британської МІ-6».

## Військовий інспектор
Ріттер «керував розвідувальними операціями для Організації Об'єднаних Націй» з 1991 по 1998 рік як інспектор ООН з озброєнь в Іраку в Спеціальній комісії Організації Об'єднаних Націй (ЮНСКОМ) Зброя масового ураження, якій доручили знайти і знищити відповідні виробничі потужності для їхнього випуску в Іраку. Він був головним інспектором у чотирнадцяти із понад тридцяти інспекційних місій, у яких брав участь.
Ріттер входив до групи інспекторів ЮНСКОМ з озброєнь, які регулярно відправляли знімки, зроблені з літака Lockheed U-2 в Ізраїль для аналізу, оскільки ЮНСКОМ не отримувала достатньої допомоги в аналізі від США та Великої Британії. Це було санкціоновано ЮНСКОМ, американці позичили U-2 ЮНСКОМ, але це викликало критику та розслідування з боку влади США. Ірак висловив протест щодо надання такої інформації Ізраїлю.

### Операція «Масовий заклик»
Починаючи з грудня 1997, Ріттер зі схвалення глави ЮНСКОМ Річарда Батлера та інших вищих керівників ЮНСКОМ почав постачати британську службу зовнішньої розвідки МІ-6 документами і брифінгами про знахідки ЮНСКОМ, які повинні були використовуватися для пропагандистської діяльності МІ-6, що отримала назву «Операція „Масовий заклик“».
|  | «До мене звернулася британська розвідувальна служба, з якою у мене, знову ж таки, були давні відносини офіційного характеру, щоб дізнатися, чи немає в архівах ЮНСКОМ будь-якої інформації, яку можна було б передати британцям, щоб вони могли б, своєю чергою, переробити її, визначити достовірність, а потім спробувати впровадити в засоби масової інформації у всьому світі, намагаючись сформувати громадську думку цих країн. А потім побічно, — наприклад, через звіт, опублікований у польській пресі, — сформувати громадську думку у Великій Британії та Сполучених Штатах», — говорив Ріттер. «Я пішов до Річарда Батлера з проханням від британців. Він сказав, що підтримує це, і ми розпочали співпрацю, яка була дуже недовгою. Перші звіти передали британцям приблизно в лютому 1998 року. У червні 1998 року відбулася докладна нарада щодо планування, а в серпні 1998 року я пішов у відставку. [… ] Ця операція — „Масовий заклик“ — проводилася до того, як ЮНСКОМ попросили бути джерелом конкретних даних, і вона тривала після моєї відставки». |

У січні 1998 року інспекційній групі Ріттера в Іраку іракські офіційні особи заблокували в'їзд на деякі військові об'єкти. Іракці заявили, що інформація, одержана з цих об'єктів, використовується для подальшого планування атак. Уряд Сполучених Штатів наказав інспекторам ООН залишити Ірак незадовго до початку операції «Лис пустелі» у грудні 1998 року. У ході її використовувалася інформація, зібрана інспекторами під час місії, з метою ураження виявлених цілей та зниження боєздатності Іраку як у звичайних, так і допоміжних військових діях. Після цього інспекторам ООН із озброєнь відмовили у в'їзді до Іраку.
Коли Сполучені Штати та Рада Безпеки ООН не змогли вжити заходів проти Іраку за наполегливу відмову повною мірою співпрацювати з інспекторами (порушення резолюції 1154 Ради безпеки Організації Об'єднаних Націй), Ріттер пішов зі Спеціальної комісії ООН 26 серпня 1998. У своїй заяві про відставку Ріттер зазначив, що реакція Ради Безпеки на ухвалене раніше того ж місяця рішення Іраку призупинити співпрацю з інспекційною групою нівелює роботу з роззброєння. Пізніше Ріттер сказав в інтерв'ю, що він пішов з посади інспектора Організації Об'єднаних Націй з озброєнь через невідповідності між резолюцією 1154 Ради безпеки ООН і тим, як вона виконувалася.

### Коментар про відсутність в Іраку зброї масового ураження
Незважаючи на те, що він назвав себе республіканцем і проголосував за Джорджа Буша молодшого у 2000 р., до 2002 р. Ріттер став відкрито критикувати заяви адміністрації Буша про те, що Ірак має значні запаси зброї масового ураження або виробничих потужностей, перед вторгненням США до Іраку в березні 2003 р. Він заявляв, що уряди США та Великої Британії використали присутність зброї масового знищення в Іраку як політичний привід для війни. Його погляди на той час резюмуються в публікації 2002 року «Війна в Іраку: що команда Буша не хоче, щоб ви знали», яка в основному складається з інтерв'ю Ріттера та антивоєнного активіста Вільяма Ріверса Піта.

## Документальний фільм«У хитких пісках»
Документальний фільм Ріттера «У хитких пісках» вийшов 2001 року. У ньому стверджувалося, що Ірак не має зброї масового ураження завдяки контролю програми інспекцій ООН. За даними The Washington Times, документальний фільм Ріттера частково фінансувався іракським американським бізнесменом Шакіром аль-Хафаджі. Аль-Хафаджі визнав себе винним за кількома звинуваченнями у кримінальних злочинах у 2004 році за участь у скандалі через програму ООН «Нафта в обмін на продовольство». У Financial Times Ріттер заперечував будь-яку співпрацю з Аль-Хафаджі.

## Любов до Росії та Путіна
Скотт Ріттер — один з іноземних експертів, на яких активно спирається кремлівська пропаганда з початку російського вторгнення в Україну. Ріттер часто з'являється на російських каналах, його коментарями діляться російські посольства в багатьох країнах. Скотт Ріттер створює публіцистичні матеріали для російської державної англомовної медіакомпанії «Russia Today».
Завдання Ріттера полягає в тому, щоб давати прогнози про «швидку перемогу Росії над українськими неонацистами» та розхвалювати російську армію, доводячи, що вона виключно перемагає, а всі військові поразки — це лише хитрі трюки, щоб розтягнути війська «дурних українців». Ріттер є шанувальником СРСР, вважає українців «недобитими спадкоємцями фашистів Другої світової війни».

## Арешти та засудження за сексуальні злочини
У 2001 Ріттер став мішенню двох спецоперацій[що це?] правоохоронних органів. У червні 2001 року його звинуватили у спробі організувати зустріч із поліцейським під прикриттям, що видавав себе за 16-річну дівчину. Його звинуватили у «спробі створити загрозу благополуччю дитини». Звинувачення зняли, а протокол закрили після закінчення шести місяців випробувального терміну. Після того, як ця інформація була оприлюднена на початку 2003 року, Ріттер заявив, що витік був політично мотивованим, щоб заглушити його протистояння прагненню адміністрації Буша до війни з Іраком.
Ріттера знову заарештували в листопаді 2009 року за спілкування з поліцейською принадою[що це?], з якою він познайомився в інтернет-чаті. Поліція повідомила, що він мастурбував перед вебкамерою після того, як офіцер сказав, що він 15-річна дівчинка. Ріттер заявив під час суду, що, на його думку, інша сторона була дорослою, яка розігрує свої фантазії. Наступного місяця Ріттер відмовився від права на попереднє слухання та був звільнений під незабезпечену заставу в розмірі 25 000 доларів. Звинувачення включали «незаконний контакт із неповнолітнім, злочинне використання засобів зв'язку, розбещення неповнолітніх, непристойне оголення, володіння знаряддями злочину, замах на злочин та підбурювання до злочину». Ріттер відхилив угоду про визнання провини і був визнаний винним у всьому, крім спроби замаху на злочин, в залі суду округу Монро, штат Пенсільванія, 14 квітня 2011.
У жовтні 2011 року його засудили до позбавлення волі на строк від 1,5 до 5,5 років. Він був відправлений до державної в'язниці Лорел Хайлендс у графстві Сомерсет, штат Пенсільванія у березні 2012 року. Умовно-достроково звільнений у вересні 2014 року.